# Araguira rougeâtre
Coryphospingus cucullatus
Espèce
Statut de conservation UICN

 LC  : Préoccupation mineure
L'Araguira rougeâtre (Coryphospingus cucullatus) est une espèce de passereaux de la famille des Thraupidae.

## Répartition
Cette espèce vit en Argentine, an Bolivie, au Brésil, en Équateur, en Guyane, au Guyana, au Paraguay, au Pérou, au Suriname et en Uruguay.